# NGC 2496
NGC 2496 è una vasta e lontana galassia ellittica situata nella costellazione del Cane Minore, a una distanza di circa 471 milioni di anni luce dalla nostra Via Lattea.

## Scoperta
La galassia è stata scoperta il 15 novembre 1885 dall'astronomo statunitense Lewis Swift.

## Descrizione
Il database SIMBAD la classifica come radiogalassia